# Aleksandar Milivojević
 (septembre 2016).
Si vous disposez d'ouvrages ou d'articles de référence ou si vous connaissez des sites web de qualité traitant du thème abordé ici, merci de compléter l'article en donnant les références utiles à sa vérifiabilité et en les liant à la section « Notes et références ».
Aleksandar Milivojević est un joueur monténégrin de volley-ball né le 21 février 1983 à Novi Pazar, en Serbie. Il mesure 1,97 m et jouait[Quand ?] comme réceptionneur-attaquant.

## Clubs
| Club                       | Pays                 | De        | À         |   |
| -------------------------- | -------------------- | --------- | --------- | - |
| Vojvodina Novi Sad         | Serbie-et-Monténégro | 2001-2002 | 2003-2004 |   |
| Bambi Mladi Radkni         | Serbie-et-Monténégro | 2004-2005 | 2004-2005 |   |
| Buducnost Podgoricka Banka | Monténégro           | 2005-2006 | 2007-2008 |   |
| Beauvais OUC               | France               | 2008-2009 | 2008-2009 |   |
| Aris Salonique             | Grèce                | 2009-2010 |           |   |
| Harnes Volley-Ball         | France               | 2014-2015 | 2014-2015 | … |

## Palmarès
- Championnat de Serbie-et-Monténégro : 2006
- Championnat du Monténégro : 2007, 2008
- Coupe du Monténégro : 2007, 2008